# Риджвуд (Нью-Джерси)
Ри́джвуд (англ. Ridgewood) — деревня в округе Берген, Нью-Джерси, США и пригород городской агломерации Нью-Йорка. Согласно переписи населения США за 2000 год, население Риджвуда составляло 24 936 человек. Риджвуд является анклавом для семей высшего среднего класса в северо-западной части округа. Риджвуд находится на 15-м месте в списке городов с наибольшим достатком на душу населения тауншипа в США, согласно Money Magazine. Согласно данным Бюро переписи населения США, к 2008 году население Риджвуда сократилось до 24 163 человек, вернувшись к уровню 1990 года.
Риджвуд был впервые основан в 1876 году как тауншип, а 20 ноября 1894 года был переименован в village с муниципальной формой самоуправления. Однако закон, принятый в 1989 году, юридически приравнял типы самоуправления village и тауншип, эффективно вернув Риджвуду форму тауншипа, несмотря на сохранение приставки village. В 1971 году к Риджвуду была присоединена часть территории тауншипа Вашингтон, а в 1974 году — часть территории тауншипа Хо-Хо-Кус.
Риджвуд граничит с восемью тауншипами, семь из которых находятся в округе Берген — Глен Рок, Уайкофф, Мидлэнд Парк, Волдвик, Хо-Хо-Кус, Вашингтон и Парамес — и Хоторн в округе Пассейик.